# Валдоника (Ла Специја)
Валдоника је насеље у Италији у округу Ла Специја, региону Лигурија.
Према процени из 2011. у насељу је живело 88 становника. Насеље се налази на надморској висини од 351 м.